# Eremomidas emir
Eremomidas emir är en tvåvingeart som beskrevs av Semenov 1896. Eremomidas emir ingår i släktet Eremomidas och familjen Mydidae. Inga underarter finns listade i Catalogue of Life.